# Erik Lindström (litteraturvetare)
Erik Lechard Lindström, född 2 juli 1891 i Göteborg, död 21 februari 1970 i Uddevalla, var en svensk litteraturvetare.
Lindström blev filosofie kandidat år 1914, filosofie magister 1916, filosofie licentiat 1916 samt filosofie doktor och docent i litteraturhistoria vid Göteborgs högskola 1925. Han var vikarierande adjunkt vid Skara högre allmänna läroverk 1921–1922, blev extra lärare vid högre latinläroverket i Göteborg 1927 och var lektor vid högre allmänna läroverket i Uddevalla 1929–1957. Han var litterär rådgivare och styrelseordförande i Förlags AB Hermes från 1946. 
Lindström var Göteborgs högskolas studentkårs vice ordförande 1917–1918 och vårterminen 1923. Han var förlikningsman i arbetstvister i västra distriktet 1935–1945. Han invaldes som ledamot av Kungliga Vetenskaps- och Vitterhetssamhället i Göteborg 1945. Han författade Strindbergs Mäster Olof-dramer (1921), Walter Scott och den historiska romanen och novellen i Sverige (1925), Charles Dickens (1930), Nordiska folklivsskildringar (1932) och var medutgivare av Vår litteratur (1–4, 1942–1945).
Erik Lindström är begravd på Ramneröds kyrkogård. 

### Uppslagsverk
- Lindström, Erik Lechard i Vem är det 1943
- Lindström, Erik L i Vem är det 1969